# Charles Arthur Banks
Pour les articles homonymes, voir Banks.
Charles Arthur Banks, né le 18 mai 1885 à Thames et mort le 28 septembre 1961 à Vancouver, est un homme politique canadien.
Il sert comme lieutenant-gouverneur de la province de Colombie-Britannique de 1946 à 1950.